# Official bootleg: Live in Japan
Official bootleg, Live in Japan is een livealbum van Anekdoten. De muziekgroep was getuige hun vorige livealbum Live EP (opgenomen in Zweden en alleen uitgebracht in Japan) behoorlijk populair in Japan. De official bootleg werd opgenomen in Tokio (On Air West) opgenomen, verscheen in eerste instantie ook als bootleg, maar werd toch een officiële release.

## Musici
- Nicklas Berg - gitaar, toetsinstrumenten, stem
- Anna Sofi Dahlberg - toetsinstrumenten, cello, zang
- Jan Erik Liljeström - basgitaar, stem
- Peter Nordins - slagwerk

## Muziek
| Nr. | Titel                   | Duur  |
| --- | ----------------------- | ----- |
| 1.  | Karelia                 | 8:04  |
| 2.  | The old man and the sea | 8:02  |
| 3.  | Harvest                 | 5:42  |
| 4.  | Slow fire               | 7:50  |
| 5.  | Thoughts in absence     | 3:38  |
| 6.  | Road to nowhere         | 4:56  |
| 7.  | Book of hours           | 10:04 |
| 8.  | The flow                | 9:14  |

| Nr. | Titel                   | Duur  |
| --- | ----------------------- | ----- |
| 1.  | Groundbound             | 7:31  |
| 2.  | Where solitude remains  | 7:58  |
| 3.  | Wheel                   | 8:58  |
| 4.  | Tabatah                 | 9:39  |
| 5.  | Nucleus                 | 6:10  |
| 6.  | Rubankh (part 1/part 2) | 12:49 |